# Hawaii Five-0
Hawaii Five-0 là một bộ phim truyền hình hành động, cảnh sát dài tập của Mỹ được phát sóng lần đầu tiên vào thứ hai ngày 20 tháng 9 năm 2010 trên kênh truyền hình CBS. Đây là phiên bản làm lại của loạt phim gốc, cũng được trình chiếu trên kênh CBS từ năm 1968 đến năm 1980. Tiêu đề của phim này sử dụng số không ("0") thay vì chữ cái "O" được sử dụng trong 'Five-O'. Cũng giống như phiên bản gốc, nội dung của phiên bản làm lại này theo sau bước chân của một đội đặc nhiệm tinh nhuệ được thành lập để chiến đấu với tội phạm và bảo vệ tiểu bang Hawaii.
Bộ phim được sản xuất bởi K/O Paper Products và 101st Street Television cùng với CBS Productions. Vào ngày 21 tháng 10 năm 2010, CBS thông báo rằng phần đầu tiên của Hawaii Five-0 sẽ có tổng cộng 24 tập. Những phần tiếp theo thường có tổng cộng khoảng 23 đến 25 tập phim. Vào ngày 25 tháng 3 năm 2016, CBS thông báo rằng phần thứ bảy của loạt phim sẽ được lên sóng vào ngày 23 tháng 9 năm 2016.
Hawaii Five-0 hiện cũng đang được trình chiếu tại Việt Nam trên kênh truyền hình AXN Asia.

## Tiên đề
Bộ phim bắt đầu với một lực lượng cảnh sát đặc nhiệm tinh nhuệ tại tiểu bang Hawaii, đứng đầu là Trung úy Steve McGarrett của Hải quân Hoa Kỳ. Đội đặc nhiệm chỉ cần báo cáo với Thống đốc bang Hawaii và được trao quyền miễn trừ và phương tiện để điều tra các loại tội phạm khác nhau, từ khủng bố cho đến bắt cóc,... McGarrett chọn thám tử của Sở cảnh sát Honolulu Danny "Danno" Williams cùng với Chin Ho Kelly, đồng đội cũ của cha McGarrett và em họ của Chin, Kono Kalakaua. Họ được hỗ trợ bởi bác sĩ Max Bergman, một bác sĩ pháp y của quận Honolulu và Jerry Ortega, bạn học cấp ba của Chin và là nhà lý luận âm mưu. McGarrett sau đó chiêu mộ thêm đặc vụ Lori Weston, cựu chỉ huy đội SWAT Lou Grover và Catherine Rollins, hiện là bạn gái cũ của Steve vào đội Five-0 của mình.

## Diễn viên và nhân vật

### Các nhân vật chủ chốt
| Nhân vật                               | Diễn viên       | Vị trí                                      | Phân công            | Phần    | Phần    | Phần  | Phần    | Phần      | Phần    | Phần      |
| Nhân vật                               | Diễn viên       | Vị trí                                      | Phân công            | 1       | 2       | 3     | 4       | 5         | 6       | 7         |
| -------------------------------------- | --------------- | ------------------------------------------- | -------------------- | ------- | ------- | ----- | ------- | --------- | ------- | --------- |
| Steven J. "Steve" McGarrett            | Alex O'Loughlin | Trung úy Hải quân Hoa Kỳ (USNR)             | Đội đặc nhiệm Five-0 | Chính   | Chính   | Chính | Chính   | Chính     | Chính   | Chính     |
| Daniel "Danny" (hoặc "Danno") Williams | Scott Caan      | Trung sĩ thám tử Sở cảnh sát Honolulu (HPD) | Đội đặc nhiệm Five-0 | Chính   | Chính   | Chính | Chính   | Chính     | Chính   | Chính     |
| Chin Ho Kelly                          | Daniel Dae Kim  | Trung úy thám tử HPD                        | Đội đặc nhiệm Five-0 | Chính   | Chính   | Chính | Chính   | Chính     | Chính   | Chính     |
| Kona "Kono" Kalakaua                   | Grace Park      | Sĩ quan cảnh sát HPD                        | Đội đặc nhiệm Five-0 | Chính   | Chính   | Chính | Chính   | Chính     | Chính   | Chính     |
| Lori Weston                            | Lauren German   | Đặc vụ của Bộ An ninh Nội địa (DHS)         | Đội đặc nhiệm Five-0 |         | Chính   |       |         |           |         |           |
| Catherine "Cath/Cat" Rollins           | Michelle Borth  | Trung úy Hải quân Hoa Kỳ (USNR)             | Đội đặc nhiệm Five-0 | Định kỳ | Định kỳ | Chính | Chính   | Khách mời | Định kỳ | Khách mời |
| Lou Grover                             | Chi McBride     | Đại úy/Chỉ huy trưởng của SWAT              | Đội đặc nhiệm Five-0 |         |         |       | Chính   | Chính     | Chính   | Chính     |
| Jerry Ortega                           | Jorge Garcia    | Cố vấn đặc biệt                             | Đội đặc nhiệm Five-0 |         |         |       | Định kỳ | Chính     | Chính   | Chính     |
| Bác sĩ Max Bergman                     | Masi Oka        | Trưởng giám định pháp y                     | Quận Honolulu        | Định kỳ | Chính   | Chính | Chính   | Chính     | Chính   | Chính     |

- Alex O'Loughlin trong vai Trung tá Steven J. "Steve" McGarrett (phần 1–hiện tại), USNR. Là một cựu lính đặc nhiệm hải quân Navy SEAL với nhiều chiến tích, McGarrett là người đứng đầu lực lượng Five-0 và là con trai của John McGarrett, trung sĩ cảnh sát đã về hưu. Steve trở về Hawaii sau khi cha mình bị giết và thành lập ra đội đặc nhiệm để truy tìm những kẻ ấy.
- Scott Caan trong vai Trung sĩ thám tử Daniel "Danny" "Danno" Williams (phần 1–hiện tại), HPD. Anh là một người cha đơn thân đã ly dị, và chuyển từ Sở cảnh sát Newark ở New Jersey đến Hawaii để được ở gần với con gái của mình. Anh cũng là đội phó của Five-0.
- Daniel Dae Kim trong vai Trung úy thám tử Chin Ho Kelly (phần 1–hiện tại), HPD. Một cựu cảnh sát của HPD. Anh cũng từng là đồng đội với John McGarrett, cha của Steve.
- Grace Park trong vai Sĩ quan Kono Kalakaua (phần 1–hiện tại), HPD. Là một cựu vận động viên lướt sóng chuyên nghiệp và chuyên gia thiện xạ. Cô chỉ còn vài ngày nữa là tốt nghiệp học viện HPD trước khi được McGarrett đích thân chiêu mộ. Cô cũng là em họ của Trung úy Kelly.
- Masi Oka trong vai Bác sĩ Max Bergman (phần 2–hiện tại, định kỳ trong phần 1), là một người có tính cách lập dị và là giám định pháp y có uy tín của quận Honolulu.
- Lauren German trong vai Đặc vụ Lori Weston (định kỳ từ tập 2–4 và vai chính từ tập 5–16 trong phần 2)
- Michelle Borth trong vai Trung úy Catherine Rollins, UNSR (vai chính phần 3–4, định kỳ phần 1, 2 và 6, khách mời trong phần 5), là một cựu nhân viên tình báo Hải quân và bạn gái cũ của McGarrett.
- Chi McBride trong vai Lou Grover, cựu Đại úy đội SWAT của HPD (phần 4–hiện tại, định kỳ từ tập 1–9 trong phần 4), là một cựu cảnh sát của Chicago và là thành viên mới nhất của đội đặc nhiệm Five-0. Anh có hai đứa con cùng với người vợ Renée
- Jorge Garcia trong vai Jerry Ortega (phần 5–hiện tại, định kỳ trong phần 4), là một nhà lý luận âm mưu, người đã từng hỗ trợ Five-0 trong vài vụ án và cuối cùng được thuê với tư cách là một "cố vấn đặc biệt".